# Saint-Merd-les-Oussines
Saint-Merd-les-Oussines este o comună în departamentul Corrèze din centrul Franței. În 2009 avea o populație de 123 de locuitori.

## Evoluția populației
| An        | 1975 | 1982 | 1990 | 1999 | 2006 | 2009 |
| --------- | ---- | ---- | ---- | ---- | ---- | ---- |
| Populație | 153  | 137  | 114  | 112  | 120  | 123  |